# PrivateCore
PrivateCore es una compañía de tecnología de servidores seguros con sede en Palo Alto, California.

## Descripción general
PrivateCore desarrolla software para proteger los datos del servidor a través de certificación de servidor y encriptado de memoria. La tecnología de encriptado de la empresa llena un vacío existente entre el encriptado de datos en movimiento (cifrado de datos en movimiento) y el encriptado de datos en reposo (encriptado de disco, encriptado de cintas) mediante la protección de "datos en uso" (memoria de acceso aleatorio ). La tecnología de cifrado de memoria PrivateCore protege contra amenazas a servidores tales como ataques de arranque en frío, amenazas persistentes avanzadas de hardware, rootkits / bootkits, ataques de cadena de suministro de hardware del equipo y amenazas físicas a servidores de parte de personas internas. PrivateCore fue adquirida por Facebook, un acuerdo que fue anunciado el 7 de agosto de 2014.